# Louis Nicolas Vauquelin
Louis Nicolas Vauquelin (Saint-André-d'Hébertot, 16 de maio de 1763 — Saint-André-d'Hébertot, 14 de novembro de 1829) foi um farmacêutico e químico francês.
Seu primeiro contato com a química ocorreu entre 1777 e 1779, como assistente de laboratório em várias farmácias em Rouen. Posteriormente foi a Paris, entrando em contato com Antoine François de Fourcroy, tornando-se seu assistente de 1783 a 1791. Todos os resultados científicos obtidos nesta parceria assinou em co-autoria com Fourcroy. A partir de 1790 passou a publicar seus artigos como único proprietário autoral. De 1790 a 1833 seu nome é associado a 376 relatórios científicos, desde química orgânica, química inorgânica até a bioquímica de animais e vegetais.
Entre suas principais funções acadêmicas exerceu as atividades de professor do Instituto Politécnico (1794), Colégio da França (1801), e a partir de 1809, com a morte do professor Fourcroy, assumiu a sua cátedra na Faculdade de Medicina.
Entre suas várias descobertas, destacam-se:
- 1797 – descobre o elemento crômio e seus compostos de um mineral proveniente da Sibéria (crocoita);[1]
- 1798 – descobre o berílio no mineral berilo;[1]
- 1806 – descobriu o primeiro aminoácido: a asparagina, extraída do aspargo;[1]
- 1809 – primeiro a observar a nicotina, alcalóide volátil do tabaco;
- Realizou vários trabalhos sobre a respiração dos animais, em especial, dos insetos.

Entre todos os seus trabalhos publicados, o mais conhecido é "Manuel de l’essayeur".